# Робер Ерьол
Робер Ерьол (тур. Rober Eryol, 21 грудня 1930, Мерсін — 21 грудня 2000) — турецький футболіст, що грав на позиції півзахисника.
Виступав, зокрема, за клуб «Галатасарай», а також національну збірну Туреччини.

## Клубна кар'єра
У дорослому футболі дебютував 1947 року виступами за команду клубу «Галатасарай», кольори якої і захищав протягом усієї своєї кар'єри гравця, що тривала тринадцять років. 
Помер 21 грудня 2000 року на 71-му році життя.

## Виступи за збірну
У 1953 році дебютував в офіційних матчах у складі національної збірної Туреччини. Протягом кар'єри у національній команді, яка тривала 2 роки, провів у формі головної команди країни 9 матчів.
У складі збірної був учасником чемпіонату світу 1954 року у Швейцарії.